# ديفيد كارير
ديفيد كارير (بالإنجليزية: David Carrier)‏ هو مؤرخ الفن وفيلسوف أمريكي، ولد في 1944.